# ТЕС П'яченца-Леванте
ТЕС П'яченца-Леванте – теплова електростанція на півночі Італії у регіоні Емілія-Романья, провінція П'яченца. У 2000-х роках модернізована з використанням технології комбінованого парогазового циклу.
У 1965 та 1967 роках на майданчику станції ввели в експлуатацію два класичні конденсаційні енергоблоки з паровими турбінами потужністю по 320 МВт. В 2006 році їх замінили на один блок, який використовує більш ефективний парогазовий комбінований цикл. Для цього встановили дві газові турбіни по 260 МВт, відпрацьовані якими гази потрапляють у два котла-утилізатора. Останні живлять одну парову турбіну, котра залишилась від старого енергоблоку та була переномінована з певним зменшенням потужності (номінальна потужність  нового енергоблоку становить 796 МВт). При цьому паливна ефективність станції зросла до 57%.
В 2008 році взялись за проект збільшення електричної потужності ТЕС у літній період, що дозволяє довести її до 855 МВт. Це досягається завдяки встановлених у котлах-утилізаторах додаткових пальниках, котрі збільшують виробітку пари. Тоді ж уклали угоду з муніципалітетом П'яченци про постачання місту 20 МВт теплової енергії.
Як основне паливо ТЕС традиційно використовувала нафту, але після модернізації у парогазову була переведена на природний газ.
Видалення продуктів згоряння блоків із котлів-утилізаторів здійснюється за допомогою димарів висотою по 90 метрів.
Зв’язок із енергомережею відбувається по ЛЕП, розрахованій на роботу під напругою 380 кВ.